# Llista d'asteroides/213901-214000
| Nom      | Designació provisional | Data de descobriment   | Lloc de descobriment | Descobridor/s            |
| -------- | ---------------------- | ---------------------- | -------------------- | ------------------------ |
| 213901 - | 2003 UR48              | 16 d'octubre de 2003   | Anderson Mesa        | LONEOS                   |
| 213902 - | 2003 UT48              | 16 d'octubre de 2003   | Anderson Mesa        | LONEOS                   |
| 213903 - | 2003 UK49              | 16 d'octubre de 2003   | Palomar              | NEAT                     |
| 213904 - | 2003 US61              | 16 d'octubre de 2003   | Anderson Mesa        | LONEOS                   |
| 213905 - | 2003 UK62              | 16 d'octubre de 2003   | Anderson Mesa        | LONEOS                   |
| 213906 - | 2003 UZ64              | 16 d'octubre de 2003   | Anderson Mesa        | LONEOS                   |
| 213907 - | 2003 US65              | 16 d'octubre de 2003   | Palomar              | NEAT                     |
| 213908 - | 2003 UF88              | 19 d'octubre de 2003   | Kitt Peak            | Spacewatch               |
| 213909 - | 2003 UC96              | 18 d'octubre de 2003   | Kitt Peak            | Spacewatch               |
| 213910 - | 2003 UW98              | 19 d'octubre de 2003   | Anderson Mesa        | LONEOS                   |
| 213911 - | 2003 UV101             | 20 d'octubre de 2003   | Socorro              | LINEAR                   |
| 213912 - | 2003 UN103             | 20 d'octubre de 2003   | Palomar              | NEAT                     |
| 213913 - | 1999 RP79              | 20 d'octubre de 2003   | Palomar              | NEAT                     |
| 213914 - | 2003 UQ133             | 20 d'octubre de 2003   | Socorro              | LINEAR                   |
| 213915 - | 2003 UX137             | 21 d'octubre de 2003   | Socorro              | LINEAR                   |
| 213916 - | 2003 UW149             | 20 d'octubre de 2003   | Socorro              | LINEAR                   |
| 213917 - | 2003 UD150             | 20 d'octubre de 2003   | Socorro              | LINEAR                   |
| 213918 - | 2003 UK174             | 21 d'octubre de 2003   | Palomar              | NEAT                     |
| 213919 - | 2003 UL178             | 21 d'octubre de 2003   | Socorro              | LINEAR                   |
| 213920 - | 2003 UB185             | 21 d'octubre de 2003   | Palomar              | NEAT                     |
| 213921 - | 2003 UN185             | 21 d'octubre de 2003   | Kitt Peak            | Spacewatch               |
| 213922 - | 2003 UT201             | 21 d'octubre de 2003   | Socorro              | LINEAR                   |
| 213923 - | 2003 UB205             | 22 d'octubre de 2003   | Socorro              | LINEAR                   |
| 213924 - | 2003 UD218             | 21 d'octubre de 2003   | Socorro              | LINEAR                   |
| 213925 - | 2003 UW223             | 22 d'octubre de 2003   | Socorro              | LINEAR                   |
| 213926 - | 2003 UG257             | 25 d'octubre de 2003   | Socorro              | LINEAR                   |
| 213927 - | 2003 UW265             | 27 d'octubre de 2003   | Kitt Peak            | Spacewatch               |
| 213928 - | 2003 UY273             | 29 d'octubre de 2003   | Haleakala            | NEAT                     |
| 213929 - | 2003 UM275             | 29 d'octubre de 2003   | Socorro              | LINEAR                   |
| 213930 - | 2003 UK303             | 17 d'octubre de 2003   | Anderson Mesa        | LONEOS                   |
| 213931 - | 2000 AE190             | 21 d'octubre de 2003   | Socorro              | LINEAR                   |
| 213932 - | 2003 UA381             | 22 d'octubre de 2003   | Apache Point         | Sloan Digital Sky Survey |
| 213933 - | 2003 UY414             | 23 d'octubre de 2003   | Apache Point         | Sloan Digital Sky Survey |
| 213934 - | 2003 UN415             | 19 d'octubre de 2003   | Kitt Peak            | Spacewatch               |
| 213935 - | 2003 VZ5               | 15 de novembre de 2003 | Kitt Peak            | Spacewatch               |
| 213936 - | 2003 VL7               | 15 de novembre de 2003 | Kitt Peak            | Spacewatch               |
| 213937 - | 2003 WR20              | 19 de novembre de 2003 | Socorro              | LINEAR                   |
| 213938 - | 2003 WS55              | 20 de novembre de 2003 | Socorro              | LINEAR                   |
| 213939 - | 2003 WW64              | 19 de novembre de 2003 | Kitt Peak            | Spacewatch               |
| 213940 - | 1996 AS7               | 20 de novembre de 2003 | Socorro              | LINEAR                   |
| 213941 - | 2003 WH73              | 20 de novembre de 2003 | Socorro              | LINEAR                   |
| 213942 - | 2003 WT73              | 20 de novembre de 2003 | Socorro              | LINEAR                   |
| 213943 - | 2003 WA77              | 19 de novembre de 2003 | Socorro              | LINEAR                   |
| 213944 - | 2003 UP82              | 20 de novembre de 2003 | Catalina             | CSS                      |
| 213945 - | 2003 WE92              | 18 de novembre de 2003 | Palomar              | NEAT                     |
| 213946 - | 2003 WU107             | 23 de novembre de 2003 | Kitt Peak            | Spacewatch               |
| 213947 - | 1999 XN198             | 20 de novembre de 2003 | Socorro              | LINEAR                   |
| 213948 - | 2000 GH16              | 20 de novembre de 2003 | Socorro              | LINEAR                   |
| 213949 - | 2003 WJ127             | 20 de novembre de 2003 | Socorro              | LINEAR                   |
| 213950 - | 2003 WB136             | 21 de novembre de 2003 | Socorro              | LINEAR                   |
| 213951 - | 2001 DO26              | 19 de novembre de 2003 | Palomar              | NEAT                     |
| 213952 - | 2003 WT193             | 19 de novembre de 2003 | Kitt Peak            | Spacewatch               |
| 213953 - | 2003 XJ16              | 14 de desembre de 2003 | Palomar              | NEAT                     |
| 213954 - | 1995 US27              | 1 de desembre de 2003  | Kitt Peak            | Spacewatch               |
| 213955 - | 2002 SV26              | 15 de desembre de 2003 | Socorro              | LINEAR                   |
| 213956 - | 2003 YY11              | 17 de desembre de 2003 | Socorro              | LINEAR                   |
| 213957 - | 2003 YS16              | 17 de desembre de 2003 | Kitt Peak            | Spacewatch               |
| 213958 - | 2003 YF17              | 17 de desembre de 2003 | Kitt Peak            | Spacewatch               |
| 213959 - | 2003 YL21              | 17 de desembre de 2003 | Kitt Peak            | Spacewatch               |
| 213960 - | 2003 YX25              | 18 de desembre de 2003 | Socorro              | LINEAR                   |
| 213961 - | 2000 DL81              | 18 de desembre de 2003 | Socorro              | LINEAR                   |
| 213962 - | 2003 YQ28              | 17 de desembre de 2003 | Kitt Peak            | Spacewatch               |
| 213963 - | 2003 YM33              | 16 de desembre de 2003 | Anderson Mesa        | LONEOS                   |
| 213964 - | 2003 YZ62              | 19 de desembre de 2003 | Socorro              | LINEAR                   |
| 213965 - | 2000 AB27              | 18 de desembre de 2003 | Socorro              | LINEAR                   |
| 213966 - | 2003 YY89              | 19 de desembre de 2003 | Kitt Peak            | Spacewatch               |
| 213967 - | 2003 YD95              | 19 de desembre de 2003 | Socorro              | LINEAR                   |
| 213968 - | 2003 YS111             | 23 de desembre de 2003 | Socorro              | LINEAR                   |
| 213969 - | 2003 YM127             | 27 de desembre de 2003 | Socorro              | LINEAR                   |
| 213970 - | 2003 YS134             | 28 de desembre de 2003 | Socorro              | LINEAR                   |
| 213971 - | 2003 YG138             | 27 de desembre de 2003 | Socorro              | LINEAR                   |
| 213972 - | 2003 YK139             | 28 de desembre de 2003 | Socorro              | LINEAR                   |
| 213973 - | 2003 YU140             | 28 de desembre de 2003 | Socorro              | LINEAR                   |
| 213974 - | 2003 YV140             | 28 de desembre de 2003 | Socorro              | LINEAR                   |
| 213975 - | 2003 YV142             | 28 de desembre de 2003 | Socorro              | LINEAR                   |
| 213976 - | 2003 YS144             | 28 de desembre de 2003 | Socorro              | LINEAR                   |
| 213977 - | 2003 YL150             | 29 de desembre de 2003 | Anderson Mesa        | LONEOS                   |
| 213978 - | 1998 TG26              | 29 de desembre de 2003 | Catalina             | CSS                      |
| 213979 - | 2003 YW153             | 29 de desembre de 2003 | Catalina             | CSS                      |
| 213980 - | 2003 YC169             | 18 de desembre de 2003 | Socorro              | LINEAR                   |
| 213981 - | 2003 YR180             | 28 de desembre de 2003 | Socorro              | LINEAR                   |
| 213982 - | 2004 AB5               | 13 de gener de 2004    | Anderson Mesa        | LONEOS                   |
| 213983 - | 2004 AH10              | 15 de gener de 2004    | Kitt Peak            | Spacewatch               |
| 213984 - | 2004 AC15              | 15 de gener de 2004    | Kitt Peak            | Spacewatch               |
| 213985 - | 2000 EZ143             | 16 de gener de 2004    | Palomar              | NEAT                     |
| 213986 - | 2004 BO9               | 16 de gener de 2004    | Palomar              | NEAT                     |
| 213987 - | 2004 BA10              | 16 de gener de 2004    | Palomar              | NEAT                     |
| 213988 - | 2004 BZ12              | 17 de gener de 2004    | Palomar              | NEAT                     |
| 213989 - | 2004 BU17              | 18 de gener de 2004    | Catalina             | CSS                      |
| 213990 - | 2004 BF26              | 16 de gener de 2004    | Mount Graham         | W. H. Ryan               |
| 213991 - | 2004 BK42              | 21 de gener de 2004    | Socorro              | LINEAR                   |
| 213992 - | 2004 BN44              | 22 de gener de 2004    | Socorro              | LINEAR                   |
| 213993 - | 2004 BX47              | 21 de gener de 2004    | Socorro              | LINEAR                   |
| 213994 - | 2000 EV180             | 21 de gener de 2004    | Socorro              | LINEAR                   |
| 213995 - | 2004 BU74              | 25 de gener de 2004    | Haleakala            | NEAT                     |
| 213996 - | 2004 BC76              | 23 de gener de 2004    | Socorro              | LINEAR                   |
| 213997 - | 2002 TC365             | 26 de gener de 2004    | Anderson Mesa        | LONEOS                   |
| 213998 - | 2004 BL88              | 23 de gener de 2004    | Socorro              | LINEAR                   |
| 213999 - | 2004 BC104             | 23 de gener de 2004    | Socorro              | LINEAR                   |
| 214000 - | 2004 BW107             | 28 de gener de 2004    | Catalina             | CSS                      |